# Sebastián Pérez (chilijski piłkarz)
Sebastián Andrés „Zanahoria” Pérez Kirby (ur. 2 grudnia 1990 w Viña del Mar) – chilijski piłkarz występujący na pozycji bramkarza, reprezentant Chile, od 2021 roku zawodnik Universidadu Católica.